# دايسوكي يامانوشي
دايسوكي يامانوشي (باليابانية: 山内大輔) هو منتج أفلام وكاتب سيناريو ومخرج ياباني، ولد في 4 يوليو 1972.

## وصلات خارجية
- دايسوكي يامانوشي على موقع IMDb (الإنجليزية)
- دايسوكي يامانوشي على موقع أول موفي (الإنجليزية)
- دايسوكي يامانوشي على موقع قاعدة بيانات الفيلم (الإنجليزية)
- دايسوكي يامانوشي على موقع كينوبويسك (الروسية)